# 1910年代
1910年代（せんきゅうひゃくじゅうねんだい）は、西暦（グレゴリオ暦）1910年から1919年までの10年間を指す十年紀。

## できごと

### 1910年
- 3月13日 - 日本で立憲国民党結成。
- 5月 - 日本で大逆事件発覚。
- 8月 - 日本による韓国併合：日韓併合条約調印。

### 1911年
- メキシコ革命はじまる。
- 第二次モロッコ事件でドイツとフランスが対立。
- 辛亥革命が起こり、翌年に清が滅亡。

### 1912年
- 4月15日 - タイタニック号が沈没
- 7月30日 - 元号が明治（1868年 - 1912年）から大正（1912年 - 1926年）に改元。
- 1912年 - 1913年 - バルカン戦争。

### 1914年
- 6月 - サラエヴォ事件。
- 7月 - 第一次世界大戦がはじまる。

### 1916年
- 5月 - サイクス・ピコ協定、英・仏・ロシアがオスマン帝国領の分割を密約。

### 1917年
- 3月 - 二月革命、ロマノフ朝滅亡。臨時政府成立。
- 11月 - 十月革命、ソビエト政府樹立。
- 4月 - アメリカ合衆国が第一次世界大戦に参戦。
- 12月6日 - フィンランド独立、フィンランド内戦を経て共和制へ移行。

### 1918年
- 1月 - ウィルソン、十四か条の平和原則。
- 2月 - 最後のカロライナインコが絶滅。
- 11月 - ドイツ革命、ヴィルヘルム2世退位によりドイツ帝国が倒れる。
- 12月1日 - アイスランド王国成立（1944年に独立し、共和制移行）。

### 1919年
- 3月 - 英領インド、ローラット法成立。ガンディーらが抵抗運動を開始。
- 5月4日 - 中国で五四運動がおこる。
- 6月28日 - ドイツが連合国とヴェルサイユ条約を締結。
- 8月 - 第三次アフガン戦争終結、アフガニスタンがイギリスから独立。

## 時代背景
1910年代初頭、優に全世界の4/5の地域が、ヨーロッパ列強諸国の占領下に置かれていた。このような国際情勢下で、列強諸国は自国の覇権争いに躍起となっており、見た目の平和と裏腹に一触即発の国際情勢となっていた。
そのような中で、1914年6月、当時オーストリア占領下に置かれていたサラエヴォでオーストリア＝ハンガリー帝国の皇位継承者であるフランツ・フェルディナント大公夫妻が暗殺されるテロ事件（サラエヴォ事件）が起き、これが契機となり、1914年7月、第一次世界大戦が勃発した。ヨーロッパでの大規模戦争は普仏戦争以来実に40年振りであり、多くの若者が戦争を知らない世代であった。そのため、開戦当初は、「クリスマスまでには帰れる」と、多くの者が楽観的に戦争の早期終結を思い描いていた。
しかしながら、実際に戦局が展開されるようになると、従来の騎馬を用いた突撃戦ではなく、両陣営が塹壕を用いた消耗戦へと変貌を遂げ、戦局は長期化する事になる。このような長期総力戦の中で両陣営が疲弊していく中、1917年4月、アメリカ合衆国が参戦を表明し、アメリカ史上初めて外国への軍事介入を行うこととなった。アメリカ軍の圧倒的な物量戦により、それまで拮抗状態にあった西部戦線のパワーバランスは瓦解し、1918年11月、休戦協定により軍事行動は停止され、1919年6月、ヴェルサイユ条約締結により正式に第一次世界大戦の終結となった。
これ以降、ヴェルサイユ体制と呼ばれる新たな国際秩序が構築され、アメリカの大繁栄、国際社会における日本の躍進、極大な賠償義務を課せられたドイツの混乱とそれに連なるナチズムの台頭、そして第二次世界大戦の勃発へと繋がって行く事になり、20世紀はより混迷の度を増していく事になる。

## 人物

### ヨーロッパ

#### 政治
- ジョルジュ・クレマンソー（1841年 - 1929年）
- ペータル1世（1844年 - 1921年）
- パウル・フォン・ヒンデンブルク（1847年 - 1934年）
- アーサー・バルフォア（1848年 - 1930年）
- ホレイショ・キッチナー（1850年 - 1916年）
- トマーシュ・マサリク（1850年 - 1937年）
- フェルディナン・フォッシュ（1851年 - 1929年）
- ジョゼフ・ジョフル（1852年 - 1931年）
- ハーバート・ヘンリー・アスキス（1852年 - 1928年）
- ベネィクトゥス15世（1854年 - 1922年）
- ヴィルヘルム2世（1859年 - 1941年）
- ジャン・ジョレス（1859年 - 1914年）
- ヴィットーリオ・エマヌエーレ・オルランド（1860年 - 1952年）
- イグナツィ・パデレフスキ（1860年 - 1941年）
- エドワード・グレイ（1862年 - 1933年）
- デビッド・ロイド・ジョージ（1863年 - 1945年）
- フランツ・フェルディナント（1863年 - 1914年）
- エレフテリオス・ヴェニゼロス（1864年 - 1936年）
- ジョージ5世（1865年 - 1936年）
- エーリヒ・ルーデンドルフ（1865年 - 1937年）
- フィリップ・シャイデマン（1865年 - 1939年）
- マクシミリアン・フォン・バーデン（1867年 - 1929年）
- ニコライ2世（1868年 - 1918年）
- ウラジーミル・レーニン（1870年 - 1924年）
- ラーヴル・コルニーロフ（1870年 - 1918年）
- フリードリヒ・エーベルト（1871年 - 1925年)
- ローザ・ルクセンブルク（1871年 - 1919年）
- カール・リープクネヒト（1871年 - 1919年）
- アレクサンドラ・コロンタイ(1872年 - 1952年)
- レフ・トロツキー（1879年 - 1940年）
- アレクサンドル・ケレンスキー（1881年 - 1970年）
- クン・ベーラ（1886年 - 1939年）
- カール1世（1887年 - 1922年）

#### 哲学と思想
- ヴィルフレド・パレート（1848年 - 1923年）
- ハンス・ファイヒンガー（1852年 - 1933年）
- エトムント・フッサール（1859年 - 1938年）
- ルドルフ・シュタイナー（1861年 - 1925年）
- ヴェルナー・ゾンバルト（1863年 - 1941年）
- ハインリヒ・ヴェルフリン（1864年 - 1945年）
- エルンスト・トレルチ（1865年 - 1923年）
- アンティ・アールネ（1867年 - 1925年）
- ルドルフ・オットー（1869年 - 1937年）
- アルフレッド・アドラー（1870年 - 1937年）
- マリア・モンテッソーリ（1870年 - 1952年）
- ヒレア・ベロック（1870年 - 1953年）
- バートランド・ラッセル（1872年 - 1970年）
- ヨハン・ホイジンガ（1872年 - 1945年）
- カール・グスタフ・ユング（1875年 - 1961年）
- ルドルフ・ヒルファーディング（1877年 - 1941年）
- ピョートル・ウスペンスキー（1878年 - 1947年）
- オスヴァルト・シュペングラー（1880年 - 1936年）
- ウィルヘルム・ヴォリンガー（1881年 - 1965年）
- カール・ヤスパース（1883年 - 1969年）
- ヨーゼフ・シュンペーター（1883年 - 1950年）
- エルンスト・ブロッホ（1885年 - 1977年）
- カール・バルト（1886年 - 1968年）
- ヴィクトル・シクロフスキー（1893年 - 1984年）

#### 文学
- モーリス・メーテルリンク （1862年 - 1949年）
- ゲアハルト・ハウプトマン（1862年 - 1946年）
- ガブリエーレ・ダンヌンツィオ（1863年 - 1938年）
- ロマン・ロラン（1866年 - 1944年）
- グスタフ・マイリンク（1868年 - 1932年）
- ガストン・ルルー（1868年 - 1927年）
- アンドレ・ジッド（1869年 - 1951年）
- サキ（1870年 - 1916年）
- ポール・ヴァレリー（1871年 - 1945年）
- マルセル・プルースト（1871年 - 1922年）
- アンリ・バルビュス（1873年 - 1935年）
- シャルル・ペギー（1873年 - 1914年）
- カール・クラウス（1874年 - 1936年）
- フーゴ・フォン・ホーフマンスタール（1874年 - 1929年）
- サマセット・モーム（1874年 - 1965年）
- ライナー・マリア・リルケ（1875年 - 1926年）
- フィリッポ・トンマーゾ・マリネッティ（1876年 - 1944年）
- マックス・ジャコブ（1876年 - 1944年）
- ヘルマン・ヘッセ（1877年 - 1962年）
- レーモン・ルーセル（1877年 - 1933年）
- ハンス・カロッサ（1878年 - 1956年）
- エゴン・フリーデル（1878年 - 1938年）
- エドワード・モーガン・フォースター（1879年 - 1970年）
- ギヨーム・アポリネール（1880年 - 1918年）
- アンドレイ・ベールイ（1880年 - 1934年）
- リットン・ストレイチー（1880年 - 1932年）
- フランツ・カフカ（1883年 - 1924年）
- ヤロスラフ・ハシェク（1883年 - 1923年）
- ヴェリミール・フレーブニコフ（1885年 - 1922年）
- フーゴ・バル（1886年 - 1927年）
- ニコライ・グミリョフ（1886年 - 1921年）
- ジュゼッペ・ウンガレッティ（1888年 - 1970年）
- ゲオルク・トラークル（1887年 - 1914年）
- ブレーズ・サンドラール（1887年 - 1961年）
- マリーナ・ツヴェターエワ（1892年 - 1941年）
- リヒャルト・ヒュルゼンベック（1892年 - 1974年）
- ウラジーミル・マヤコフスキー（1893年 - 1930年）
- トリスタン・ツァラ（1896年 - 1963年）

#### 芸術
- ウジェーヌ・アジェ（1857年 - 1927年）
- レオン・バクスト（1866年 - 1924年）
- ワシリー・カンディンスキー（1866年 - 1944年）
- ロジャー・フライ（1866年 - 1934年）
- ペーター・ベーレンス（1868年 - 1940年）
- フランティセック・クプカ（1871年 - 1957年）
- ジャコモ・バッラ （1871年 - 1958年）
- ピエト・モンドリアン（1872年 - 1944年）
- アルフレッド・クビン（1877年 - 1959年）
- カジミール・マレーヴィチ（1878年 - 1935年）
- ヴァネッサ・ベル（1879年 - 1961年）
- エルンスト・ルートヴィヒ・キルヒナー（1880年 - 1938年）
- フランツ・マルク（1880年 - 1916年）
- フェルナン・レジェ（1881年 - 1955年）
- ミハイル・ラリオーノフ（1881年 - 1964年）
- ナタリア・ゴンチャロワ（1881年 - 1962年）
- カルロ・カッラ（1881年 - 1966年）
- ヴィルヘルム・レームブルック（1881年 - 1919年）
- ウンベルト・ボッチョーニ（1882年 - 1916年）
- ジーノ・セヴェリーニ（1883年 - 1966年）
- モーリス・ユトリロ（1883年 - 1955年）
- テオ・ファン・ドースブルフ（1883年 - 1931年）
- アメデオ・モディリアーニ（1884年 - 1920年）
- ロベール・ドローネー（1885年 - 1941年）
- ルイジ・ルッソロ（1885年 - 1947年）
- オスカー・ココシュカ（1886年 - 1980年）
- ジャン・アルプ（1886年 - 1966年）
- ラウル・ハウスマン（1886年 - 1971年）
- フアン・グリス（1887年 - 1927年）
- マルク・シャガール（1887年 - 1985年）
- マルセル・デュシャン（1887年 - 1968年）
- アウグスト・マッケ（1887年 - 1914年）
- アントニオ・サンテリア（1888年 - 1916年）
- ジョルジョ・デ・キリコ（1888年 - 1978年）
- ハンナ・ヘッヒ（1889年 - 1978年）
- エゴン・シーレ（1890年 - 1918年）
- マルセル・ヤンコ（1895年 - 1984年）

#### ファッション
- ポール・ポワレ（1879年 - 1944年）

#### 舞踏と演劇
- セルゲイ・ディアギレフ （1872年 - 1929年）
- ミハイル・フォーキン （1880年 - 1942年）
- ヴァーツラフ・ニジンスキー （1890年 - 1950年）

#### 映画
- ビクトラン・ジャッセ（1862年 - 1913年）
- アスタ・ニールセン（1881年 - 1972年）

#### 音楽
- レオシュ・ヤナーチェク（1854年 - 1928年）
- リヒャルト・シュトラウス（1864年 - 1949年）
- エリック・サティ（1866年 - 1925年）
- セルゲイ・ラフマニノフ（1873年 - 1943年）
- アルノルト・シェーンベルク（1874年 - 1951年）
- グスターヴ・ホルスト（1874年 - 1934年）
- マヌエル・デ・ファリャ（1876年 - 1946年）
- オットリーノ・レスピーギ（1879年 - 1936年）
- イーゴリ・ストラヴィンスキー（1882年 - 1971年）

#### 科学
- リーゼ・マイトナー（1878年 - 1968年）
- アルフレート・ヴェーゲナー（1880年 - 1930年）
- マックス・ヴェルトハイマー（1880年 - 1943年）
- ニールス・ボーア（1885年 - 1962年）
- ヘルマン・ワイル（1885年 - 1955年）

#### 探検
- ロバート・スコット（1868年 - 1912年）
- ロアール・アムンセン（1872年 - 1928年）

#### その他
- グリゴリー・ラスプーチン（1871年 - 1916年）
- マタ・ハリ（1876年 - 1917年）

### アングロ・アメリカ
- アンブローズ・ビアス（1842年 - 1913年？）
- トーマス・ウッドロウ・ウィルソン（1856年 - 1924年）
- フレデリック・テイラー（1856年 - 1915年）
- ソースティン・ヴェブレン（1857年 - 1929年）
- ウィリアム・タフト（1857年 - 1930年）
- エドワード・ハウス（1858年 - 1938年）
- ジョン・パーシング（1860年 - 1948年）
- コニー・マック（1862年 - 1956年）
- ウィルバート・ロビンソン（1964年 - 1934年）
- ヒューイー・ジェニングス（1869年 - 1928年）
- アレグザンダー・ミッチェル・パーマー（1872年 - 1936年）
- ジョン・マグロー（1873年 - 1934年）
- ホーナス・ワグナー（1874年 - 1955年）
- ナップ・ラジョイ（1874年 - 1959年）
- デヴィッド・ウォーク・グリフィス（1875年 - 1948年）
- マーガレット・サンガー（1879年 - 1966年）
- マック・セネット（1880年 - 1960年）
- ダグラス・フェアバンクス（1883年 - 1939年）
- セダ・バラ（1885年 - 1955年）
- 早川雪洲（1886年 - 1973年）
- タイ・カップ（1886年 - 1961年）
- エディ・コリンズ（1887年 - 1951年）
- ジョン・リード（1887年 - 1920年）
- ウォルター・ジョンソン（1887年 - 1946年）
- メアリー・ピックフォード（1892年 - 1979年）
- リリアン・ギッシュ（1893年 - 1993年）

### ラテン・アメリカ

#### メキシコ
- ビクトリアーノ・ウエルタ（1850年 - 1916年）
- ベヌスティアーノ・カランサ（1859年 - 1920年）
- フランシスコ・マデロ（1873年 - 1913年）
- パンチョ・ビリャ（1878年 - 1923年）
- エミリアーノ・サパタ（1879年 - 1919年）

#### メキシコ以外の諸国
- ハイラム・ビンガム（1875年 - 1956年）

### アフリカ
- サアド・ザグルール（1859年 - 1927年）

### 西アジア
- フサイン・イブン・アリー（1853年 - 1931年）
- エリエゼル・ベン・イェフダー（1858年 - 1922年）
- ヘンリー・マクマホン（1862年 - 1949年）
- フランソワ・ジョルジュ＝ピコ（1870年 - 1951年）
- ジェマル・パシャ（1872年 - 1922年）
- タラート・パシャ（1874年 - 1921年）
- マーク・サイクス（1879年 - 1919年）
- エンヴェル・パシャ（1881年 - 1922年）
- トーマス・エドワード・ロレンス（1888年 - 1935年）

### 南アジア
- アニー・ベサント（1847年 - 1933年）
- ラビンドラナート・タゴール（1861年 - 1941年）
- フレデリック・セシジャー (初代チェルムスフォード子爵)（1868年 - 1933年）
- プリヤンバダ・デーヴィー・バネルジー（1871年 - 1935年）
- オーロビンド・ゴーシュ（1872年 - 1950年）
- エドウィン・サミュエル・モンタギュー（英語版）（1879年 - 1924年）
- クリシュナ・ラージャ4世（1884年 - 1940年）
- ラス・ビハリ・ボース（1886年 - 1945年）
- シュリニヴァーサ・ラマヌジャン（1887年 - 1920年）

### 中国
- 慶親王奕劻（1838年 - 1917年）
- 盛宣懐（1844年 - 1916年）
- 趙爾巽（1844年 - 1927年）
- 張謇（1853年 - 1926年）
- 張勲（1854年 - 1923年）
- 徐世昌（1855年 - 1939年）
- 袁世凱（1859年 - 1916年）
- 黎元洪（1864年 - 1928年）
- 段祺瑞（1865年 - 1936年）
- 孫文（1866年 - 1925年）
- 粛親王善耆（1866年 - 1922年）
- 隆裕太后（1868年 - 1913年）
- 蔡元培（1868年 - 1940年）
- 黄興（1874年 - 1916年）
- ダライ・ラマ13世（1876年 - 1933年）
- 曹汝霖（1877年 - 1966年）
- 章宗祥（1879年 - 1962年）
- 魯迅（1881年 - 1936年）
- 宋教仁（1882年 - 1913年）
- 李烈鈞（1882年 - 1946年）
- 唐継尭（1883年 - 1927年）
- 胡適（1891年 - 1962年）
- 宣統帝溥儀（1906年 - 1967年）

### 韓国
- 李承晩（1875年 - 1965年）
- 安昌浩（1878年 - 1938年）
- 金奎植（1881年 - 1950年）